# Antonio Andrea Galli
Antonio Andrea Galli, né le 30 novembre 1697 à Bologne, dans l'actuelle région Émilie-Romagne, alors dans les États pontificaux et mort le 24 mars 1767 à Rome, est un cardinal italien  du XVIIIe siècle.

## Biographie
Antonio Andrea Galli est membre de l'ordre des chanoines réguliers du Saint-Sauveur du Latran dont il devient abbé général en 1751.
Galli exerce diverses fonctions au sein de la Curie romaine, notamment conseiller à la Congrégation de l'Index.
Le pape Benoît XIV le crée cardinal-prêtre lors du consistoire du 26 novembre 1753. En 1755, il devient Grand pénitencier et en 1757, préfet de la Congrégation de l'Index. Il participe au conclave de 1758, lors duquel Clément XIII est élu pape. Galli est camerlingue du Sacré Collège en 1763.

### Sources
- Fiche du cardinal Antonio Andrea Galli sur le site fiu.edu